# Cincloramphus bivittatus
La yerbera de Timor (Cincloramphus bivittatus) es una especie de ave paseriforme de la familia Locustellidae endémica de la isla de Timor.

## Distribución
Se encuentra únicamente en la isla de Timor, que está dividida entre Indonesia y Timor Oriental.